# Haliestes dasos
Haliestes dasos è un artropode estinto, appartenente ai picnogonidi. Visse nel Siluriano medio (circa 525 milioni di anni fa) e i suoi resti fossili sono stati ritrovati in Inghilterra.

## Classificazione
Questo animale assomigliava molto agli attuali ragni di mare (Pycnogonida), ma se ne differenziava per la presenza di chele sul primo paio di appendici. Questa caratteristica è stata fondamentale per comprendere appieno le affinità dei picnogonidi: fino alla scoperta di Haliestes, questo enigmatico gruppo di artropodi marini non godeva di una classificazione univoca, finendo di volta in volta per essere accostato ai chelicerati o per essere considerato il sister taxon di tutti gli euartropodi. Le chele di Haliestes indicano una chiara affinità con i chelicerati.
Haliestes dasos venne descritto per la prima volta nel 2004, sulla base di resti fossili rinvenuti nel Konservat-Lagerstätte di Herefordshire in Inghilterra. Haliestes è il più antico picnogonide noto (precede di circa 35 milioni di anni i più antichi picnogonidi conosciuti fino a quel momento) ed è anche il meglio conservato allo stato fossile. Analisi cladistiche pongono Haliestes alla base del clade Pycnogonida (Siveter et al., 2004) oppure come sister taxon del genere attuale Pycnogonum (Lamsdell, 2012).